# Leon Billewicz
Leon Billewicz (1870 - 1940) foi um oficial polonês e um general do exército polonês. Inicialmente, servindo com o Exército Imperial Russo, em novembro de 1918 ele se juntou as forças polonesas.
Durante a Guerra polaco-bolchevique de 1919-1920, comandou a 13 ª Brigada de Infantaria polonesa.
Em 1919 ele foi promovido ao posto da brigada geral.
Depois da Paz de Riga, ele permaneceu em serviço ativo e, até 1927, serviu como comandante da Fortificado Brześć área. Em abril de 1927, ele se aposentou do serviço ativo, devido à idade avançada.
No entanto, após a invasão da Polônia em 1939, ele foi detido pelo NKVD e preso na União Soviética. Internado no campo de concentração Starobielsk , ele foi assassinado em Kharkov em abril de 1940, com a idade de setenta, durante o massacre de Katyn.